# Kelzang Gyatso
Kelzang Gyatso (1708 – 1757) è stato il settimo Dalai Lama del Tibet.

## Biografia
Kelzang Gyatso nacque nel 1708, secondo la profezia del suo predecessore, Tsangyang Gyatso.
Una volta riconosciuto come reincarnazione del VI Dalai Lama, venne posto sul trono nel 1720, ed educato secondo le antiche usanze tibetane e buddhiste. Si rivelò molto incline agli studi e alla meditazione, compose poemi, e fu lodato da più correnti sociali, politiche e monastiche come un grande erudito.
Nel corso della sua vita, non partecipò mai alla gestione degli affari politici, lasciando la piena gestione del potere temporale da un reggente laico, investito del potere dall'imperatore della Cina.
Morì nel 1757 e fu seppellito nel Potala. La sua morte costituì un passo indietro per l'importanza politica della figura del Dalai Lama, che entrò in declino, pur mantenendo viva la devozione quale somma carica spirituale.
I suoi successori non furono in grado di avere una certa influenza sulla storia del Tibet, soprattutto a causa del pesante controllo dei reggenti, forti della fiducia della corte imperiale cinese: nel corso di un centinaio d'anni si susseguirono cinque Dalai Lama che morirono in giovane età e in circostanze molto dubbie.